# Moj križ svejedno gori
Moj križ svejedno gori je lirska pjesma hrvatskog književnika Josipa Pupačića iz 1971. godine. Zbog činjenice da je pjesnik ovu pjesmu napisao malo prije vlastite smrti (23. svibnja 1971. u zrakoplovnoj nesreći iznad Krka), ona se na neki način smatra pjesnikovim pretkazanjem vlastite smrti.

## Analiza djela
Pjesma Moj križ svejedno gori otvara temeljna filozofsko-egzistencijalna pitanja. Križ se prikazuje kao motiv mučeništva, ali i kao motiv spasenja. Pjesnički izričaj obilježen je filozofskim elementima, hermetičnosti i teško razumljivim metaforama, slobodnim stihom, te ubrzanim ritmom.

## Vanjske poveznice
Mrežna mjesta
- Moj križ svejedno gori, www.lektire.hr